# Anja Vanrobaeys
Anja Vanrobaeys (Lüdenscheid, 19 november 1968) is een Belgisch jurist, syndicalist en politica voor de Vlaamse sociaaldemocratische partij Vooruit.

## Levensloop
Vanrobaeys behaalde in 1992 een master in de rechten aan de Universiteit Gent. Van 1992 tot 1993 was ze stagiair-advocate en van 1993 tot 1994 werkte ze als assistent aan de KU Leuven. In 1994 ging ze aan de slag als medewerkster op de studiedienst van de Nationale Arbeidsraad, waar ze in 2003 ook vakbondsafgevaardigde werd voor het ACOD. 
Voor de sp.a was ze van 2007 tot 2021 gemeenteraadslid van Erpe-Mere. Ze stelde zich in 2009 tevens kandidaat voor het Vlaams Parlement en in 2010 en 2014 voor de Kamer, maar ze werd telkens niet verkozen. In 2016 werd ze eveneens ondervoorzitter en van 2018 tot 2019 co-voorzitster van de provinciale afdeling van sp.a in Oost-Vlaanderen. Bij de federale verkiezingen van mei 2019 kreeg Vanrobaeys de tweede plaats op de Oost-Vlaamse sp.a-lijst. Ditmaal werd ze wel verkozen tot Kamerlid. In de Kamer werd ze actief in de commissie Werk, Sociale Zaken en Pensioenen. In juni 2024 werd Vanrobaeys herkozen als federaal volksvertegenwoordiger.
In 2021 nam ze ontslag uit de gemeenteraad van Erpe-Mere om naar Aalst te verhuizen, waar ze de lokale Vooruit-afdeling ging versterken. In oktober 2024 was ze bij de lokale verkiezingen lijstduwer in Aalst en werd ze verkozen tot gemeenteraadslid van de stad.
Vanrobaeys behoort tot de linkervleugel van haar partij.